# Борьба за Мигри
Борьба за Мигри — бои в июне-июле 1810 года во время русско-персидской войны отряда полковника П. С. Котляревского против персидских войск за контроль над Мигри (совр. Мегри, Армения).

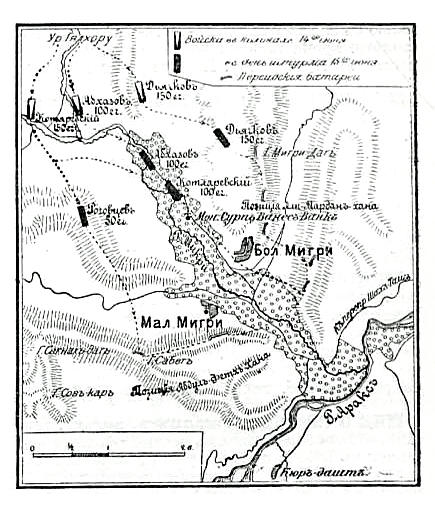
Карта боевых действий 15-17 июня 1810 г.

Посёлок Мигри, расположенный на пересечении дорог, был ключом к Карабаху и Тебризу. В начале мая 1810 года наследник шахского престола Аббас-Мирза, главнокомандующий в войне против России, сосредоточил 30-тысячный контингент войск у Нахичевани с задачей вторжения в Карабах и Грузию. 
Переправившись через Аракс, 15 мая 1810 года один из персидских отрядов занял Мигри и укрепились в нём. Гарнизон состоял из 1500 человек регулярной персидской пехоты (сарбазов) с артиллерией (7 батарей), расположенной на правом, крутом, берегу реки Мегри. Подступы к селению были укреплены засеками, оборонявшимися 200 сарбазами.
Командир карабахского отряда русских войск генерал-майор П. Ф. Небольсин выслал батальон 17-го егерского полка, около 500 человек, под командованием полковника П. С. Котляревского с задачей отбить Мигри. Разделившись на три колонны, русский отряд скрытно подошёл к посёлку по долине реки Аракс и утром 17 июня внезапно атаковал центральное укрепление персов, ворвался в селение и после упорного боя захватил его. Персы потеряли более 300 человек, потери русского отряда составили 35 человек. 
2 июля отряд Котляревского был усилен двумя ротами 17-го егерского полка под командой майора Терешкевича и получил приказ отойти к Шуше. Но выполнить этот приказ Котляревский не успел, так как в этот же день к Мигри подошёл 7-тысячный корпус персидских войск под командованием тебризского бека Ахмет-хана. Не рискуя штурмовать русские позиции, бек обложил Мигри со всех сторон. Попытка отрезать русских от воды была пресечена Котляревским возведением у реки двух укреплений. В течение двух дней персы обстреливали ружейным и фальконетным огнём защитников, укрывшихся в садах и кустах, но не отважились пойти на штурм. 5 июля, в три часа дня, по приказу Аббаса-Мирзы персы сняли блокаду и тремя колоннами начали отступление к Араксу. 
Поздно вечером этого же дня Котляревский вывел из Мигри 487 егерей и в ночь на 6 июля атаковал с трёх сторон бивак спящих персов при переправе через Аракс у Шах-Таша. «Ужас овладел неприятелем. Штыками, как доносил Котляревский, было поражение его». Смогли прорваться к Ордубаду лишь около 500 человек, остальные были уничтожены или утонули в попытке переплыть реку. 
Паника, царившая на левом берегу реки, передалась на правый, где был второй бивак переправившихся персидских войск (около 3 тысяч). «Последние побросали все пушки, фальконеты, лагерь и в панике, без выстрела, бежали в горы». Потери русских составили 4 человека убитыми и 9 ранеными.
Победа Котляревского у Мигри изменила стратегическую ситуацию на восточном фланге линии противостояния. Аббас-Мирза стал укреплять Тебриз и Нахичевань и в середине июля перебросил оставшуюся часть армии к Эривани, чтобы оттуда совместно с турецкими войсками попытаться наступать в направлении Памбака и Шургеля. На границе Карабаха против русских остались действовать только конные группы персов.